# Atlantochrysa atlantica
Atlantochrysa atlantica is een insect uit de familie van de gaasvliegen (Chrysopidae), die tot de orde netvleugeligen (Neuroptera) behoort. 
Atlantochrysa atlantica is voor het eerst wetenschappelijk beschreven door McLachlan in 1882.